# Richey James Edwards
Richard James Edwards (ur. 22 grudnia 1967, zm. 23 listopada 2008) – walijski muzyk, kompozytor, autor tekstów i gitarzysta. Były członek formacji Manic Street Preachers. 
Muzyk zaginął 1 lutego 1995 po wymeldowaniu się z londyńskiego hotelu i został uznany za zmarłego 23 listopada 2008. Teksty pozostawione przez Edwardsa zawiera dziewiąty album zespołu Manic Street Preachers, Journal for Plague Lovers wydany 18 maja 2009. 